# Eduardo Oinegue
Eduardo Oinegue Fulfaro (São Paulo, 23 de maio de 1964) é um jornalista e palestrante brasileiro, âncora dos jornalísticos Jornal da Band, comentarista no BandNews TV e BandNews No Meio Do Dia, da BandNews FM.

## Carreira
Cursou jornalismo na Pontifícia Universidade Católica de São Paulo (PUC-SP). Formou-se em 1985 e no ano seguinte, depois de concluir o 3º Curso Abril de Jornalismo, foi trabalhar na Editora Abril.
Começou sua carreira profissional como repórter na revista Veja São Paulo. Em seguida, foi convidado a se transferir para a revista Veja, onde foi repórter, editor, editor executivo e redator-chefe. 
Integrou a editoria de política da revista, chefiou a sucursal da Veja no Recife por um ano e cinco meses. Por seis anos (1989 a 1995) dirigiu a sucursal da revista em Brasília, cargo que assumiu aos 24 anos. De lá, comandou a cobertura do processo de impeachment do presidente Fernando Collor. Convidado pela direção de Veja a retornar a São Paulo, tornou-se editor executivo, sendo promovido a redator-chefe pelo diretor de revista Tales Alvarenga. Supervisionou coberturas em temas variados e escreveu inúmeras capas sobre educação, saúde, justiça, polícia, política, economia e negócios. Foi também diretor de redação da Exame.  
Deixou a Editora Abril em 2005. O jornalista também é sócio da editora Análise Editorial em sociedade com os jornalistas Silvana Quaglio e Alexandre Secco, que produz diversos anuários segmentados.
Eduardo Oinegue atuou como consultor de comunicação para grandes grupos empresariais, aconselhando seus dirigentes sobre os melhores caminhos para prevenir os principais riscos à reputação do negócio ou mitigar os danos em caso de crise. A atividade profissional de consultoria foi interrompida ao se tornar âncora da BandNews FM.
Num artigo publicado na revista Observatório da Imprensa, afirma que a comunicação deveria integrar o processo decisório, não apenas ser a consequência de uma estratégia de governos ou empresas. Segundo Oinegue, os líderes brasileiros, tanto do setor público quanto do privado, não demonstram muito apreço pela "comunicação".
Entre 2009 e 2011, foi publisher do Portal iG (Internet Group), quando contratou 180 profissionais e estruturou a remontagem do seu departamento de jornalismo. Em 2016, tornou-se colunista das Rádio Bandeirantes e da BandNews FM. Convidado pelo presidente Michel Temer para ser porta-voz do governo, recusou o convite. Sugeriu a contratação de um diplomata para a função e entregou ao presidente um plano de comunicação.
Nas eleições de 2018, foi colunista do jornal O Globo, escrevendo às segundas-feiras. Eduardo Oinegue é também palestrante.
De novembro de 2016 até agosto de 2019, foi comentarista de política e economia no programa Jornal Gente da Rádio Bandeirantes. Sua coluna 'Identidade Brasil' ia ao ar segundas, quartas e sextas, às 9h. Na ocasião, o Jornal Gente era apresentado por José Paulo de Andrade, Rafael Colombo, Claudio Humberto, Thais Heredia e Pedro Campos.
Em fevereiro de 2019, Oinegue foi anunciado como novo apresentador do Jornal da Band após a morte de Ricardo Boechat. Ele assumiu em 13 de maio.

### Artigos
- Eduardo Oinegue: Nem fronteira nem desigualdade Folha de S.Paulo, 22 de fevereiro de 2018
- Eduardo Oinegue: Renovação no Congresso Nacional? Esqueça Folha de S.Paulo, 9 de maio de 2018
- É hora de o Estado parar de ‘brincar de empresário’, escreve Eduardo Oinegue Poder360, 3 de outubro de 2017
- Opinião: enquanto os serviços crescem, a fábrica não para Exame, 20 de outubro de 2017